# Superfantozzi
Pour plus de détails, voir Fiche technique et Distribution.
Superfantozzi est une comédie italienne réalisée par Neri Parenti et sortie en 1986 ; il s'agit du cinquième chapitre de la saga des aventures du personnage fictif Ugo Fantozzi.

## Synopsis
Fantozzi est un personnage qui se reproduit d'époque en époque, depuis le paradis de l'Eden jusqu'au futur, avec des aventures toujours semblables, frustrantes et humiliantes ; fil rouge des épisodes, un objet avec un guidon et un manche en bois que l'on retrouve à toutes les époques.
1. Au paradis terrestre, Fantozzi ne suffit pas à Dieu qui crée un autre couple, mieux réussi.
2. Homme des cavernes, Fantozzi lutte contre un dinosaure, et invente l'arc et les flèches, mais Filini les lui détruit.
3. À l'époque grecque, Fantozzi revit le premier marathon, mais oublie le message qu'il devait transmettre.
4. À l'époque de Jésus Christ, Fantozzi croit hériter de son oncle Lazare, mais Jésus le ressuscite.
5. Au Moyen Âge, Fantozzi joue les chevaliers dans un tournoi, armé de l'épée Excalibur, qui lui permet de prendre une revanche.
6. À l'époque de Robin des bois, Fantozzi, pauvre, reçoit une bourse du célèbre hors-la-loi, et devenu riche, se voit volé par le même ami des pauvres.
7. En 1789, Fantozzi répare la guillotine bloquée, mais y perd sa virilité.
8. En 1870, Fantozzi participe à une course de canots sur le Tibre, échappe au massacre par les égouts qui le mènent dans l'Atlantique, où il est recueilli par le Titanic.
9. Assistant à la projection d'un film des frères Lumière (L'Arrivée d'un train en gare de La Ciotat), il ne s'enfuit pas de la salle, sachant que la locomotive ne peut pas sortir de l'écran, et pourtant c'est ce qui arrive.
10. Pendant la Première guerre mondiale, il tombe de son avion d'observation.
11. Émigré aux États-Unis en 1930, il se fait arrêter dans une petite échoppe de vente d'alcool prohibé.
12. Kamikaze japonais, Fantozzi réussit à sauter de son avion juste avant l'impact, et se cache pour une longue vie tranquille à Hiroshima...
13. 1986 : assistant au match Italie-Écosse, Fantozzi est pris dans une vraie guerre de tranchée entre supporters.
14. Fantozzi doit céder son habitation spatiale à son patron qui veut s'en servir comme garçonnière ; en promenade avec son épouse et sa fille, il est frappé par une météorite.

## Fiche technique
- Réalisateur : Neri Parenti
- Scénario : Alessandro Bencivenni, Leonardo Benvenuti, Piero De Bernardi, Neri Parenti, Domenico Saverni, Paolo Villaggio
- Photographie : Cristiano Pogany
- Montage : Sergio Montanari
- Musique : Fred Bongusto
- Production : Augusto Caminito
- Genre : comédie
- Durée : 88 minutes

## Distribution
- Paolo Villaggio : Ugo Fantozzi
- Liù Bosisio : Pina Fantozzi
- Plinio Fernando : Mariangela Fantozzi
- Gigi Reder : Filini
- Riccardo Garrone: Calboni
- Luc Merenda : divers personnages
- Eva Lena (voix italienne de Melina Martello) : divers personnages
- Jimmy il Fenomeno : Mughini

## Remarques
- Superfantozzi voit revenir Liù Bosisio pour incarner la femme de Fantozzi, Pina ; à partir du film suivant, ce sera définitivement Milena Vukotic.

- Ce film marque un changement par rapport aux précédents : on est passé d'un humour noir qui confinait à la réflexion sociale à une série de gags burlesques sans lien entre eux. Cette série de gags s'inspire du succès de Mel Brooks avec La Folle Histoire du monde sorti peu auparavant.

## Récompenses et distinctions
- Nomination en vue du David di Donatello du Migliore Attore non Protagonista pour Gigi Reder[1]